# Neschwitz
Neschwitz (hornolužickosrbsky Njeswačidło) je obec s přibližně 2 400 obyvateli v německé spolkové zemi Sasko. Nachází se v zemském okrese Budyšín v Horní Lužici.

## Historie
První zmínka o obci pochází z roku 1268, kdy je zmíněna pod jménem Nyzwas. Od roku 1750 do roku 1785 (tedy do své smrti) působil v obci nejprve jako jáhen a později (od 1760) jako farář lužickosrbský spisovatel Jurij Mjeń.

## Geografie
Njeswačidło se nachází asi 14 kilometrů na severozápad od Budyšína.

## Správní členění
Neschwitz se dělí na 16 místních částí.
- Banecy (Pannewitz)
- Dobrošicy (Doberschütz)
- Holešow (Holscha)
- Holešowska Dubrawka (Holschdubrau)
- Holška (Kleinholscha)
- Koslow (Caßlau)
- Króńca (Krinitz)
- Liša Hora (Lissahora)
- Łahow (Loga)
- Łomsk (Lomske)
- Łuh (Luga)
- Nowa Wjes (Neudorf)
- Šešow (Zescha)
- Wbohow (Uebigau)
- Wutołčicy (Weidlitz)
- Zarěč (Saritsch)

## Osobnosti
- Jurij Mjeń (1727–1785), spisovatel a protestantský kazatel
- Johann Sigmund Riesch (1750–1821), rakouský generál